# أمر ملكي (إسبانيا)

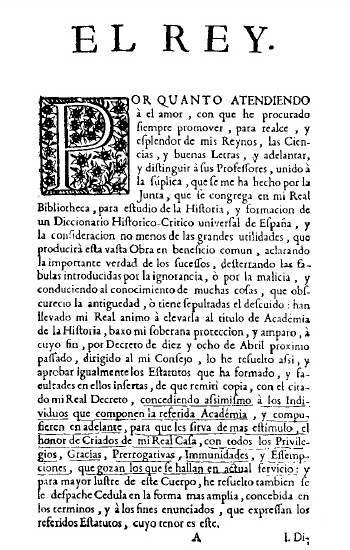
أمر ملكي، في 17 يونيو عام 1738، تم من خلاله إقرار جوائز الأكاديمية الملكية للتاريخ.

أمر ملكي أو مرسوم ملكي (بالإسبانية: Real cédula)‏ كان أمرًا ملكيًا صادرًا عن ملك إسبانيا بين القرن الخامس والتاسع عشر. كان يكمن محتواه في حل صراع ما ذي أهمية قضائي أوتأسيس نموذج ذي طابع قانوني أو إنشاء مؤسسة ما أو تعيين شخص ما في منصب ملكي أو إعطاء حقوق شخصية أو جماعية أو تنظيم حدث ما يخص الدولة.